# La velocidad de la luz (novela)
La velocidad de la luz es el quinto libro de narrativa del escritor español Javier Cercas, publicado inicialmente en 
marzo de 2005 en la «colección andanzas» de Tusquets Editores.
Dedicada a su hijo Raül Cercas y su esposa Mercè Mas, se trata de una novela testimonio, donde el autor habla acerca de los años que pasó en la Universidad de Illinois en Urbana, Estados Unidos, donde conoció a alguien que en la novela llama Rodney Falk, un excéntrico veterano trotskista de la Guerra de Vietnam, con quien establece una estrecha amistad, pese a su actitud solitaria, justificada en parte por los estragos de la guerra.

## Estructura
La novela está dividida en cuatro partes, cada una de las cuales está narrada en primera persona. El tiempo gramatical, sin embargo, va cambiando sutilmente a medida que la historia se va desarrollando de un capítulo al siguiente.
La primera parte está escrita en pasado, a modo de recuerdos vividos por el propio narrador en su juventud. La segunda está escrita también en pasado, pero recordando una historia aún más antigua que le fue contada por un interlocutor —el padre de Rodney—, y explicitando su calidad de escritor, al indicar que está escribiendo esta historia con las cartas escritas por Rodney a su padre frente a él. En la tercera parte, también escrita en pasado, el narrador habla más de sí mismo sobre sus últimos años de vida, personificando a un escritor muy parecido al propio Javier Cercas. La cuarta parte, finalmente, comienza siendo contada en un pasado más inmediato, sobre hechos ocurridos los últimos meses, hasta que se va acercando al presente mismo en que el autor está terminando de escribir el libro.
El libro finaliza con una breve nota del autor que incluye agradecimientos y algunas fuentes bibliográficas acerca de la Guerra de Vietnam que le fueron de ayuda para escribir la novela.

## Argumento

### Todos los caminos
| «El mal, no los errores, perdura, lo perdonable está perdonado hace tiempo, los cortes de navaja se han curado también, sólo el corte que produce el mal, ése no se cura, se reabre en la noche, cada noche.» —Ingeborg Bachmann, «Calle de la Gloria» Primer epígrafe del libro. |

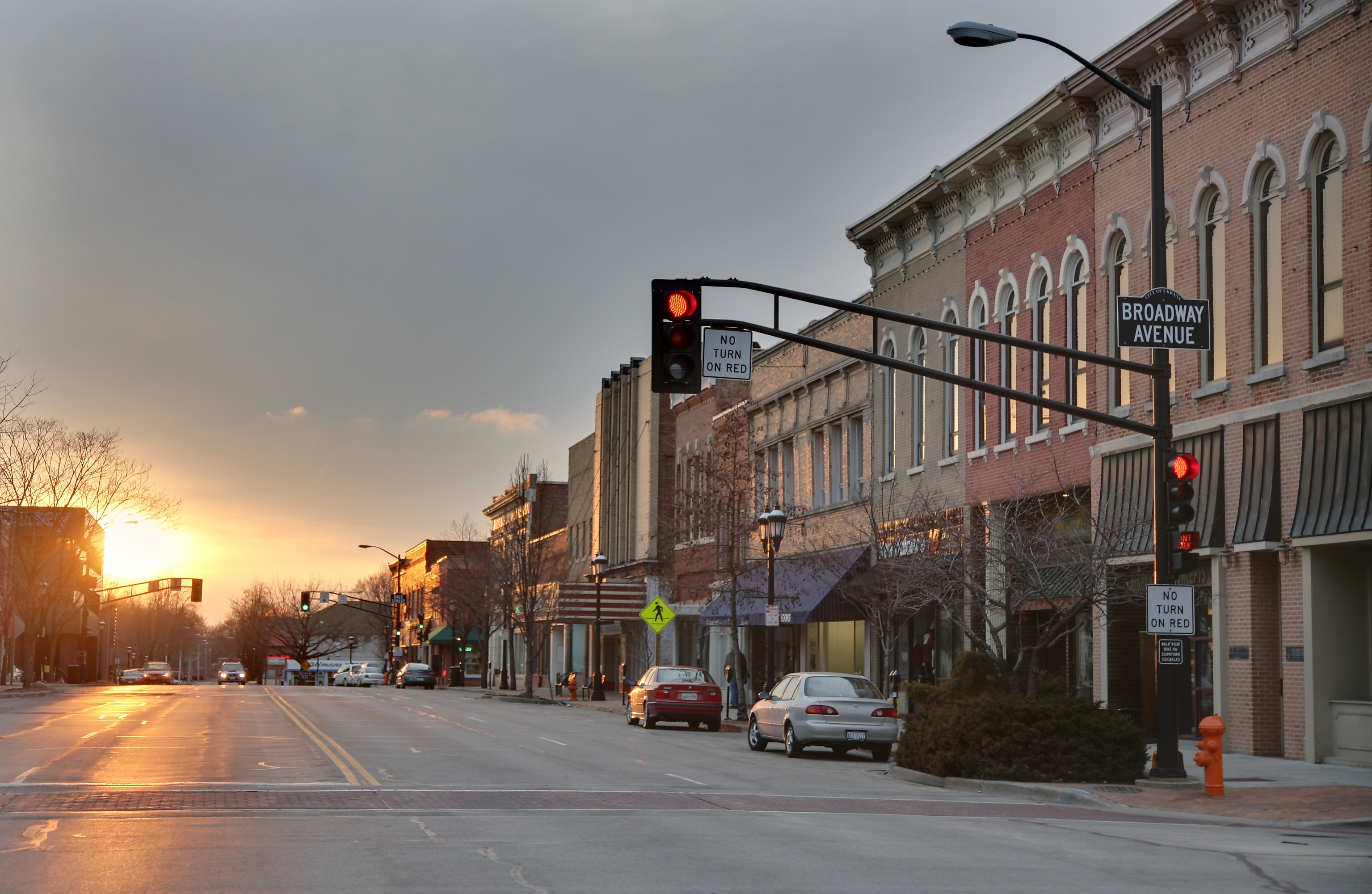
La primera parte del libro está situada principalmente en la pequeña ciudad de Urbana (Illinois).

| «—Pero ¿y si nos envuelven? —No nos envolverán. —¿Y si nos ahogamos? —No nos ahogaremos.» —Julio Verne, Viaje al centro de la Tierra Segundo epígrafe del libro. |

El libro está dividido en cuatro partes, tituladas respectivamente «Todos los caminos», «Barras y estrellas», «Puerta de piedra» y «El álgebra de los muertos».
El narrador, personaje activo a lo largo de toda la novela y basado en el mismo Javier Cercas, es un joven gerundense que vive a duras penas en Barcelona, con su amigo conterráneo, el pintor Marcos Luna. Inesperadamente le surge la posibilidad de trabajar como profesor ayudante becado en la Universidad de Illinois en Urbana, Estados Unidos. El narrador cuenta su experiencia en aquella pequeña ciudad en la que vive dos años desde 1987, pero por sobre todo se refiere a Rodney Falk, su compañero de oficina, un veterano de la Guerra de Vietnam, extravagante, solitario, trotskista, casi inabordable, con quien entabla una estrecha amistad centrada principalmente en la literatura.
El narrador quiere ser escritor, pero luego de mostrarle a Rodney un esbozo de su primera novela, este se la destruye y le da valiosos consejos que le serán claves en el futuro. Luego de las vacaciones, en que se despiden y prometen reencontrarse, Falk no regresa al trabajo. El narrador lo va a buscar a la casa que comparte con su padre en Rantoul, pero el padre de Rodney le dice que se ha marchado. Tiempo después, el padre de Rodney contacta al narrador y le dice que su hijo está viviendo en Nuevo México, y lo cita para que pueda contarle una historia acerca de su hijo.

### Barras y estrellas

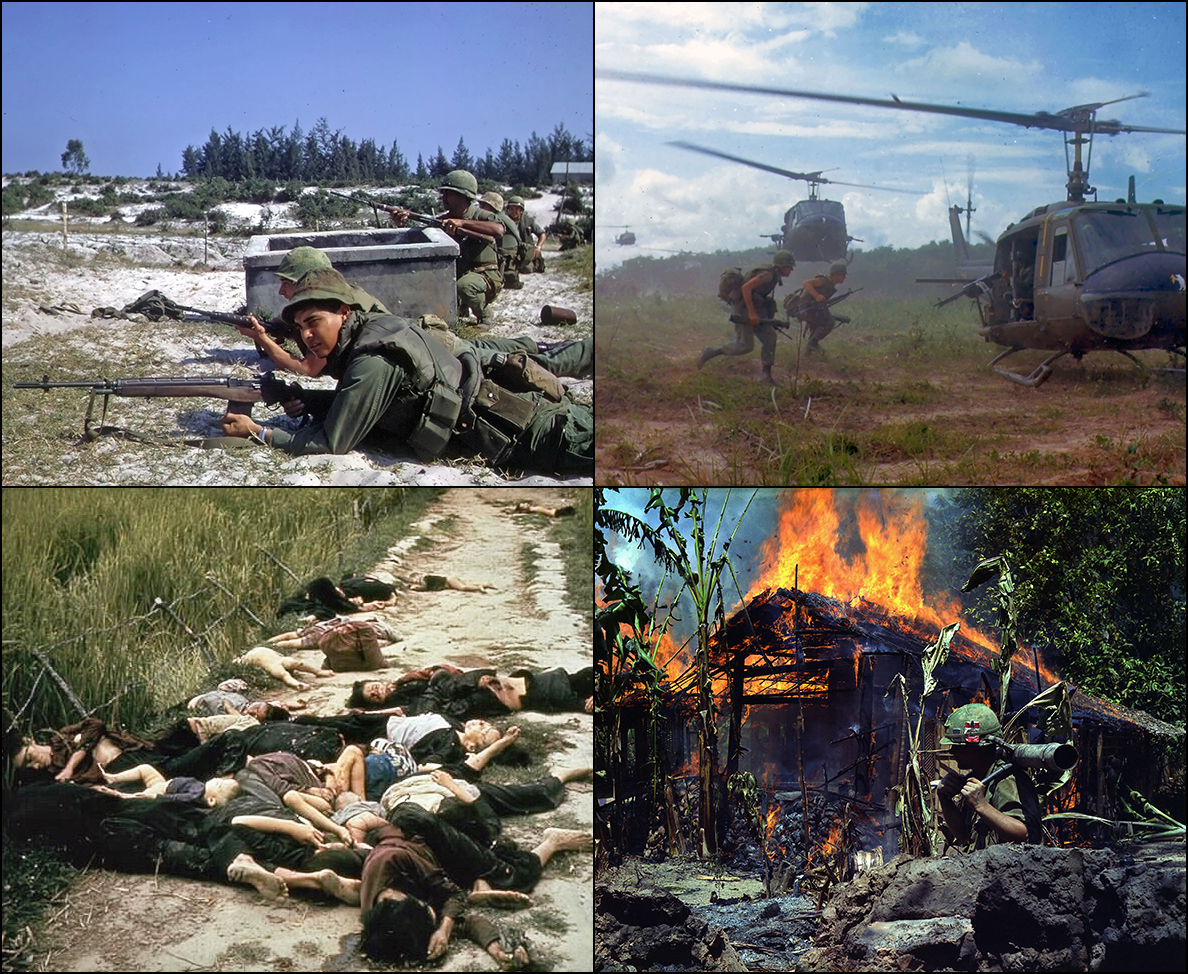
La Guerra de Vietnam en la que participó Rodney Falk en la novela fue un descarnado conflicto bélico apoyado por Estados Unidos en contra de Vietnam del Norte, que saldó millones de muertos en ambos bandos.

El narrador cuenta la historia de Rodney previa a que este lo conociera, durante su participación en la Guerra de Vietnam. La historia se basa en lo que le contó el padre de Rodney en aquella reunión en que acaba el capítulo anterior, ocurrida dieciséis años atrás, así como en unas cartas escritas por Rodney y su hermano Bob, mientras ambos estaban en Vietnam, dirigidas a su padre.
Ambos hermanos mantenían una relación cercana pero eran muy distintos entre sí. Mientras Bob, un año menor que Rodney, se alistó como voluntario, Rodney fue alistado a su pesar, pues era un pacifista y rechazaba la guerra. Bob vivió la guerra en batalla, conociendo una realidad al principio más cruda que la de Rodney, quien comenzó en la retaguardia. Sin embargo, Bob muere dos semanas antes de regresar a Estados Unidos, lo que provoca un cambio brusco en la personalidad de su hermano, quien se alista para el combate, al tiempo que aumenta la correspondencia con su padre, la cual se vuelve más oscura a medida que se transfigura su forma de ver la guerra y la vida.
Luego de su regreso a Estados Unidos, se sumerge durante años en depresiones y crisis, hasta que fallece su madre, lo que lo remece y le hace retomar su vida, así como el contacto, entonces perdido, con su padre. Este cambio positivo en su vida lo consigue en parte, hasta poco después de verse por última vez en Urbana con el narrador, pero Rodney vuelve a experimentar una crisis tras la llamada telefónica de un excompañero veterano de guerra, que lo hacen alejarse nuevamente de casa. La historia del padre acaba aquí, y el narrador se despide de él para siempre.

### Puerta de piedra

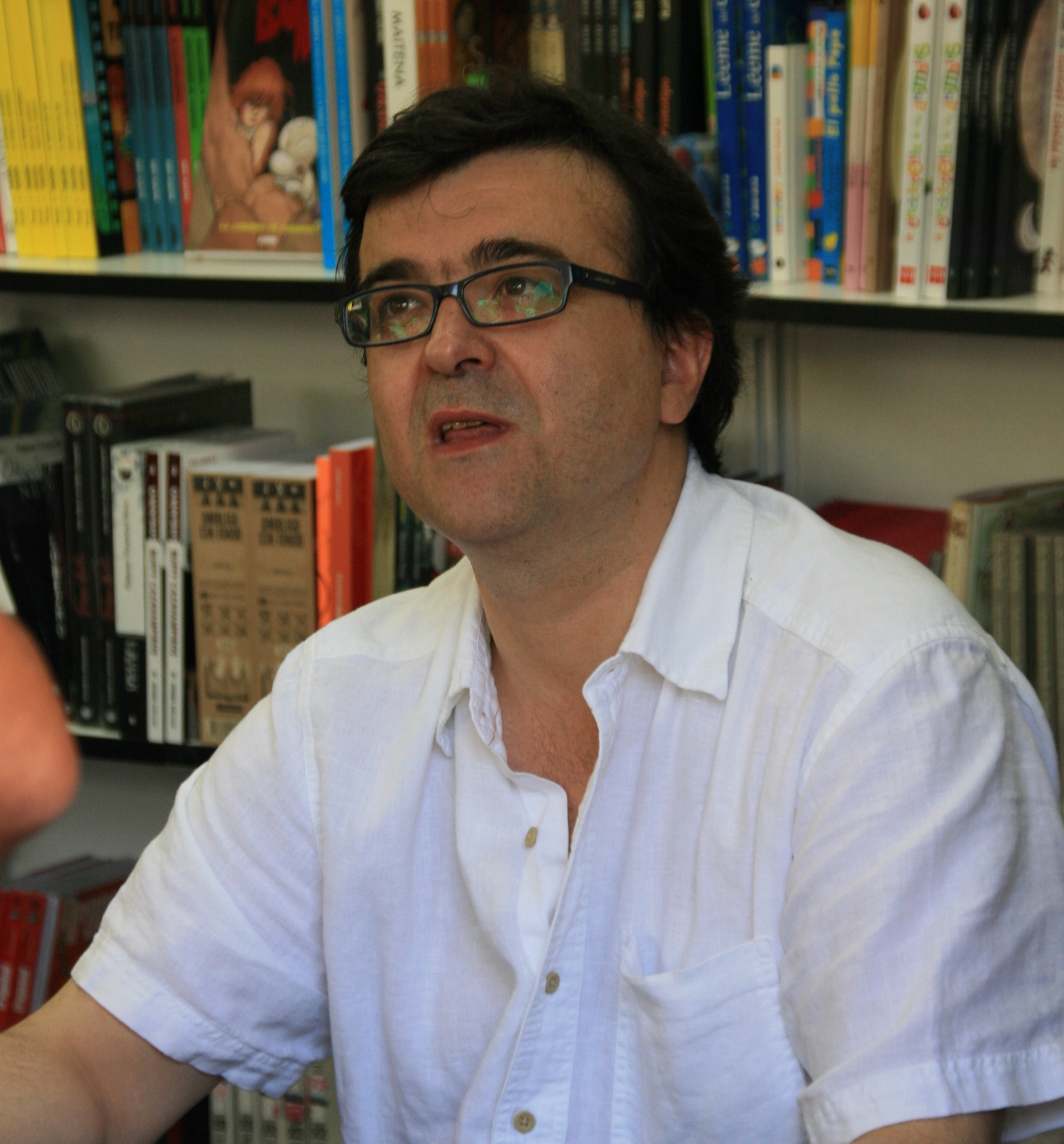
El éxito del narrador de la novela calza con el conseguido por el propio Javier Cercas por su novela Soldados de Salamina, anterior a La velocidad de la luz.

El narrador describe sucintamente su retorno a Cataluña y los inicios de su carrera como escritor, profundizando en el reencuentro con Rodney, hace tres años, durante la noche en un hotel de Madrid, pocos meses antes de publicar el libro que lo catapulta a la fama.
Luego de que el narrador le explicara a Rodney de su encuentro con su padre —fallecido hace tres años— y le mostrara sus cartas, Rodney le cuenta al narrador su versión personal de lo vivido en My Khe durante la guerra, con hechos que había ocultado a su padre. Allí ocurrió una masacre donde Rodney y otros soldados estadounidenses asesinaron injustificadamente a cincuenta y cuatro vietnamitas, en su mayoría mujeres, ancianos y niños.
Desconcertado por el pasado asesino de su amigo, luego de la despedida, el narrador intentó alejarse de Rodney, pero este comenzó a escribirle regularmente. Al mismo tiempo, el último libro del narrador se vuelve famoso, consiguiendo el autor fama, dinero y prestigio insospechados, que lo conducen a una vida de excesos, infidelidades y mentiras que acabaron con la vida de su esposa e hijo en un accidente automovilístico. El narrador entonces se muda de Gerona a Barcelona y se aísla del mundo durante meses, hasta que, luego de intentar sin éxito retomar el contacto con Rodney, acepta una invitación para realizar un viaje promocional por Estados Unidos, con la esperanza de regresar a Urbana para reencontrarse con su amigo abandonado.

### El álgebra de los muertos

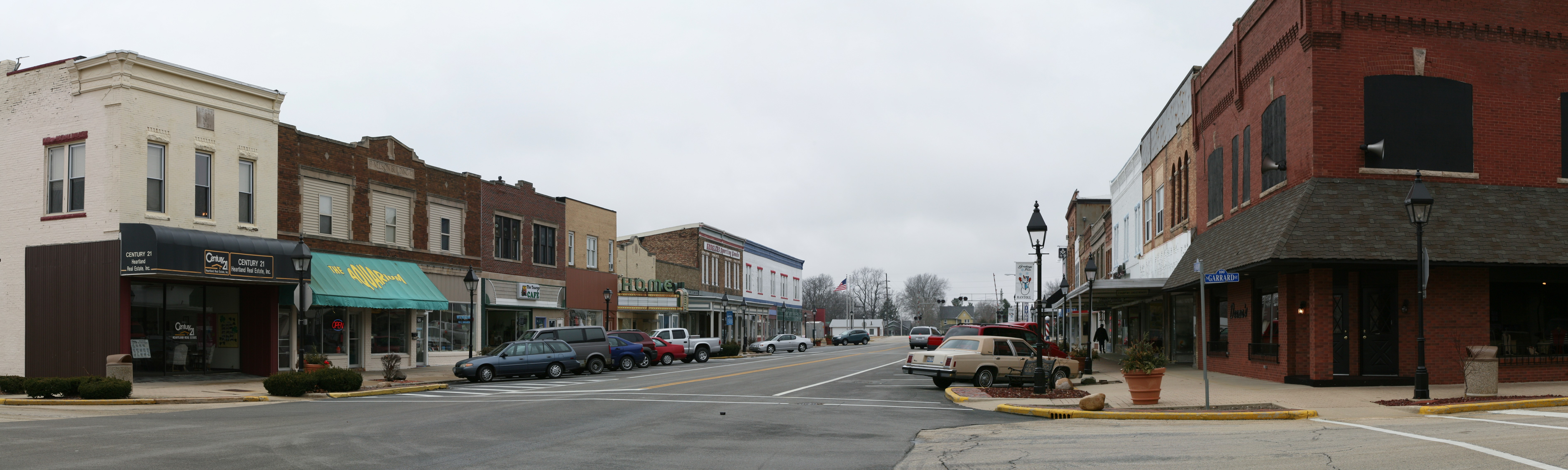
En la novela, Jenny y su hijo continuaron vivieron en Rantoul (en la foto) tras la muerte de Rodney.

El narrador viaja a Estados Unidos, donde consigue salir de su aislamiento, reencontrándose con antiguas amistades de Urbana. Se dirige a la antigua casa del padre de Rodney en Rantoul, donde se suponía que actualmente vivían Rodney, su esposa y su pequeño hijo, pero se entera de que Rodney se suicidó hace cuatro meses, luego de haber sido entrevistado en un reportaje para un documental sobre la Guerra de Vietnam, que lo hizo romper el voto de silencio que compartía con todos los miembros de la Tiger Force, escuadrón de elite al que perteneció durante los últimos meses en que estuvo en combate, y que cometió numerosos crímenes por los cuales fueron investigados por el El Pentágono.
El narrador es llevado por la viuda y su hijo a ver la tumba de Rodney. Luego pasa la noche en casa de estos y ve el documental. Al otro día se despiden y regresa a España, donde se aísla nuevamente para comenzar a escribir esta novela, manteniendo durante meses sólo contacto con Jenny, la viuda de Rodney, a través de correos electrónicos. El narrador le sugiere vivir juntos en Rantoul, pero ésta suavemente se niega. A punto de abandonar la escritura por este rechazo, el narrador vislumbra un final para la novela, retomando el contacto con Marcos Luna, su antiguo amigo de la juventud que estuvo indirectamente cerca suyo, durante todos estos años.

## Conexiones con la realidad

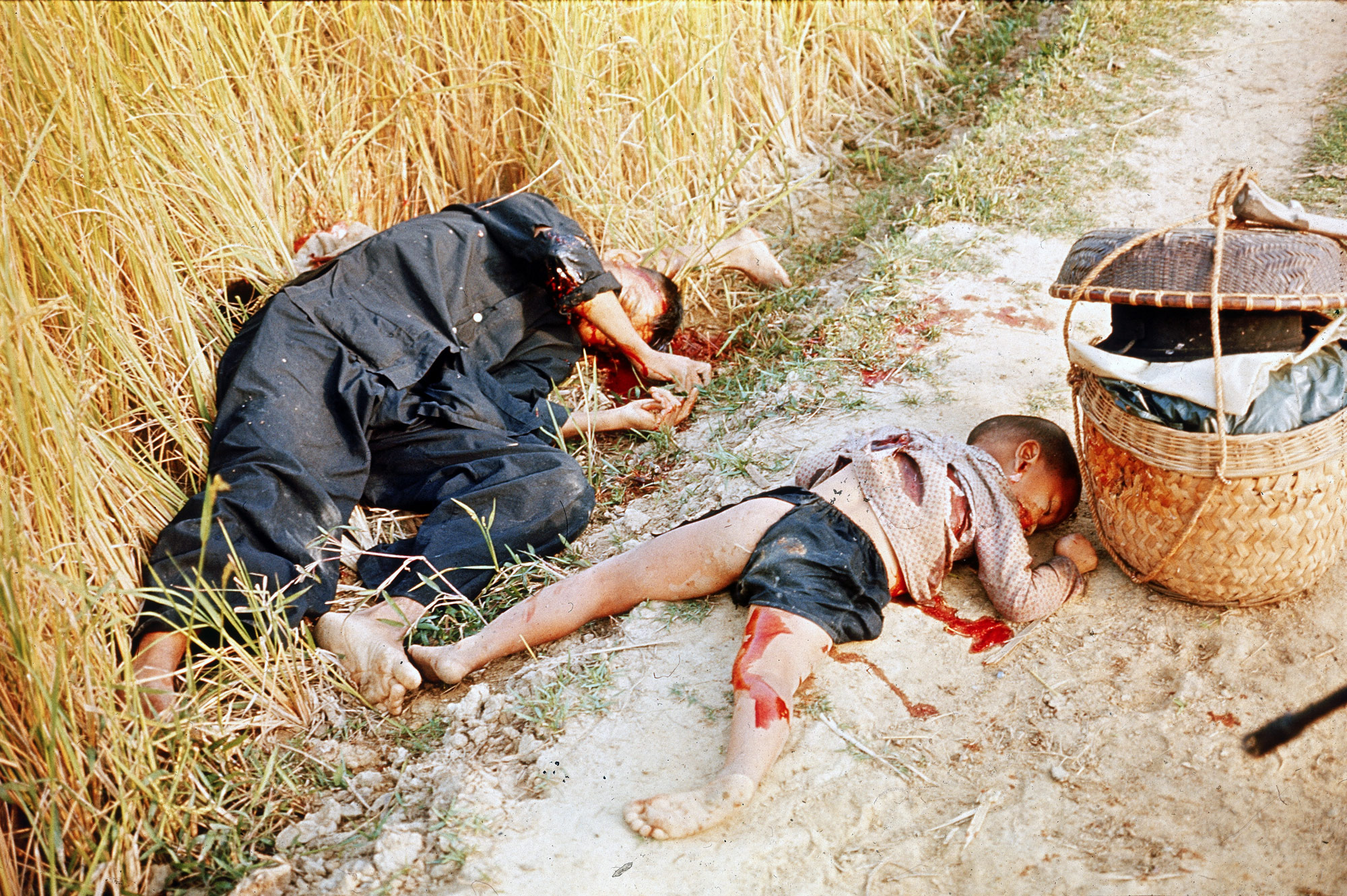
Matanzas civiles perpetradas por el Ejército de los Estados Unidos, como la de Mỹ Lai en 1968, fueron comunes durante la Guerra de Vietnam.

El libro abunda en hechos autobiográficos que corresponden a sucesos verídicos en la vida del escritor. Javier Cercas, si bien no nació en Gerona, se trasladó con su familia a esta ciudad a los cuatro años de edad. También es cierto que trabajó durante dos años en la Universidad de Illinois, donde conoció a un veterano de la Guerra de Vietnam.
Asimismo, en el capítulo «Puerta de piedra» el narrador habla acerca del éxito explosivo de una novela, cuya descripción calza con la de Soldados de Salamina, la novela anterior de Cercas publicada en 2001 y que lo convirtió en un escritor de renombre. También menciona explícitamente su primera novela —sin contar la novela corta El móvil—, El inquilino (1989), basada en Urbana y donde el personaje del profesor chiflado se basa, especialmente en el aspecto físico, en la persona sobre la cual también se basa el personaje de Rodney.
Finalmente, los hechos descritos acerca de la Guerra de Vietnam están basados en hechos reales, tales como la matanza de Mỹ Lai y la existencia de la Tiger Force, fuerza operacional a la que se integró el personaje de Rodney Falk durante sus últimos meses en el frente de combate.
Sobre Rodney Falk el escritor ya había escrito anteriormente. Lo menciona en el artículo «Los 22 años de la 22», publicado en el diario El País de Cataluña, el 23 de octubre de 2000, el cual fue recopilado en su libro de crónicas La verdad de Agamenón en 2006.

## Premios y crítica
La velocidad de la luz tuvo una excelente acogida tanto por parte de la crítica especializada como por parte de los autores, lo que se tradujo en una gran cantidad de ventas.
La novela obtuvo el Premio Arzobispo Juan de San Clemente, el premio Cartelera Turia y el Athens Prize for Literature.
Además quedó finalista en el Premio Fundación José Manuel Lara 2006, siendo superada por Doctor Pasavento del escritor Enrique Vila-Matas. En la misma premiación, La velocidad de la luz y Doctor Pasavento obtuvieron ex aequo el premio a la mejor novela acogida por la prensa especializada. También fue finalista en el Premio Femina y del Premio Literario Internacional IMPAC de Dublín.
Actualmente ha sido traducida a numerosos idiomas.